# Valéria Macedo
Valéria Maria Santos Macedo, mais conhecida como Valéria Macedo (Goiânia, 23 de janeiro de 1970), é uma enfermeira e política brasileira, filiada ao Partido Democrático Trabalhista (PDT). Foi secretária de Saúde no governo Jomar Fernandes (2001–2004). Não obteve sucesso nas últimas eleições de 2018 e seu mandato de Deputada Estadual findou em 31 de dezembro de 2018. Assumiu novamente um mandato na Assembleia Legislativa com a licença de Ana do Gás (PCdoB).

## Biografia
Valéria Maria Santos Macedo é formada em Enfermagem pela Pontifícia Universidade Católica de Goiás (PUC/GO) em 1995, tem várias especializações na área de gestão de saúde pública. É enfermeira concursada do Município de Porto Franco. É casada com o advogado e professor universitário Marco Aurélio Gonzaga, seu principal assessor, com quem tem três filhos, Aurélio Gabriel, Luíza Gabriela e Aurélio Miguel, natural de Goiânia/GO, embora sua origem familiar seja Porto Franco. É filha de Jano Pereira de Macedo e Maria de Jesus Santos Macedo.
Formada, Valéria Macedo voltou para Porto Franco e logo assumiu a direção do Hospital e Maternidade Pública (1995-1996), no primeiro mandato de prefeito de seu irmão Deoclides Macedo. Foi Secretária Municipal de Saúde do município de Porto Franco, no mandato do ex-prefeito Erivaldo Marinho (1997-2000). Em 2001, assumiu a direção do Socorrão de Imperatriz no Governo do ex-prefeito Jomar Fernandes. O Socorrão de Imperatriz é referência em Alta Complexidade para a região tocantina, sul e parte do centro do estado. Em Imperatriz, onde mora desde 1998, também foi enfermeira do PSF em Imperatriz na região da Vila Nova.
Em 2005, o irmão Deoclides Macedo elegeu-se Prefeito de Porto Franco e a convidou para dirigir o Pólo de Porto Franco, que atende em média complexidade os municípios de Lajeado Novo, Campestre do Maranhão, São João do Paraíso, São Pedro dos Crentes, Ribamar Fiquene, além de Porto Franco, a sede Pólo Assistencial de Média Complexidade (2005-2010). Valéria assumiu a direção do sistema de saúde de Porto Franco e implantou um dos melhores sistemas públicos de saúde do Maranhão, com os serviços do SAMU 192 Regional, Centro de Especialidades Médicas, mamografia, o CEO-Centro de Especialidades Odontológicas, várias Unidades Básicas de Saúde na zona urbana e zona rural, com um grande hospital que é referência em média complexidade na região Porto Franco. Em 2010 foi candidata pela primeira vez a deputada estadual pelo PDT na chapa do saudoso Governador Jackson Lago (PDT) e foi eleita com 33.362 votos para seu primeiro mandato (2011-2014), tendo sido votada em 183 municípios do Estado. Na ALEMA deu voz a causa da saúde pública e a enfermagem e tem atuação preponderante na área das políticas sociais.

Em 2014 foi candidata à reeleição pelo mesmo PDT, desta feita na chapa do Governador Flávio Dino (PCdoB) e sagrou-se vitoriosa para um segundo mandato de Deputada estadual com 33.159 votos, tendo sido votada em 196 municípios do estado. No biênio 2014-2015 a deputada estadual Valéria Macedo foi da Mesa Diretora da Assembléia Legislativa para o biênio ocupando a 3.ª Vice Presidência. Foi autora do Projeto de Resolução que criou a Procuradoria da Mulher na Assembleia Legislativa do Estado do Maranhão. Foi eleita a primeira Presidente, cargo integrante da Mesa Diretora da AL. Não conseguiu reeleger -se nas últimas eleições de outubro de 2018 e de 2022. 